# Maxime Verhagen
Pour les articles homonymes, voir Verhagen.
Maxime Verhagen (prononcé en néerlandais : [mɑˈksim vərˈɦaːɣə]), né le 14 septembre 1956 à Maastricht, est un homme politique néerlandais, membre de l'Appel chrétien-démocrate (CDA).
Député européen de 1989 à 1994, il est dès lors élu à la Seconde Chambre des États généraux et prend en 2002 la présidence du groupe parlementaire du CDA. En 2007, à la suite de la formation d'une grande coalition par Jan Peter Balkenende, il est choisi pour devenir ministre des Affaires étrangères. Il s'engage alors à promouvoir les droits de l'homme au niveau international et à organiser le déploiement de l'armée néerlandaise en Afghanistan pour la partie diplomatique, le ministère de la Défense s'occupant de la logistique.
En 2010, il prend l'intérim des postes de ministre de la Coopération et de secrétaire d'État aux Affaires européennes du fait du retrait du Parti travailliste de la coalition. Après les élections législatives anticipées du 9 juin, il redevient président du groupe parlementaire du CDA, à titre intérimaire, ainsi que chef politique du parti, puis est nommé vice-Premier ministre des Pays-Bas et ministre de l'Économie et de l'Agriculture dans le premier cabinet de Mark Rutte. Après l'échec du CDA aux législatives de 2012, il quitte la vie politique.

## Éléments personnels

### Formation et carrière
Il effectue ses études secondaires à Maastricht de 1968 à 1975, puis suit des études supérieures d'histoire contemporaine à l'université de Leyde, où il obtient un doctorat en 1986. Le 1er mai 1984, il est recruté comme assistant parlementaire par un représentant de l'Appel chrétien-démocrate (CDA). Il conserve cet emploi jusqu'à son entrée à la direction du groupe du CDA à la Seconde Chambre des États généraux le 1er janvier 1987. Il s'occupe alors de questions portant sur la politique européenne, l'aide au développement et le commerce extérieur. Il renonce à la fonction le 25 juillet 1989.

### Vie familiale
Fils de Pierre Verhagen, il se marie en 1984 à Voorschoten et est père de deux fils et d'une fille. Il est de confession catholique romaine.

## Carrière politique
Il entre au conseil municipal d'Oegstgeest en 1990 et y prend aussitôt la présidence du groupe CDA. Il est élu député européen lors des élections européennes de 1989, et renonce un an plus tard à son mandat municipal. Après un seul mandat de cinq ans, il est élu représentant à la Seconde Chambre en 1994 et quitte le Parlement européen.
Le 11 juillet 2002, il est élu président du groupe du CDA à la Seconde Chambre, à la suite du retour au pouvoir du parti dans le cadre d'un gouvernement de coalition avec les libéraux (VVD) et les populistes de la Liste Pim Fortuyn (LPF), sous la direction du Premier ministre Jan Peter Balkenende. Il est reconduit après les élections anticipées de 2003, à la suite desquelles les Démocrates 66 (D66) remplacent la LPF au gouvernement.

### Ministre des Affaires étrangères (2007-2010)
Maxime Verhagen est nommé ministre des Affaires étrangères dans la grande coalition de Jan Peter Balkenende le 22 février 2007. Peu après cette nomination, il publie une note sur la politique étrangère des Pays-Bas, qui est appelée à se renforcer dans le domaine de la défense des droits de l'homme, notamment en militant pour l'abolition de la peine de mort, le respect de la liberté de religion, des droits des homosexuels et de la liberté d'expression. Il souhaite par ailleurs approfondir la réflexion en matière de lutte contre le terrorisme. Verhagen est également à l'origine du déploiement d'un contingent des Forces armées néerlandaises en Afghanistan à partir de 2007 et pour une durée de trois ans, le retrait devant commencer au 1er août 2010 et s'achever au 1er décembre. En sa qualité de chef de la diplomatie, il est coprésident de la conférence de La Haye sur l'avenir de l'Afghanistan, ouverte le 31 mars 2009.
À la suite du retrait du Parti du travail (PvdA), en désaccord sur la modification du calendrier de retrait des troupes d'Afghanistan, le 20 février 2010, il est chargé de l'intérim des postes du ministre de la Coopération et du secrétaire d'État aux Affaires européennes. Placé en troisième position sur la liste du CDA pour les élections législatives anticipées du 9 juin, il devient le lendemain président par intérim du groupe chrétien-démocrate dans la basse assemblée tout en prenant la direction du parti.

### Ministre de l'Économie (2010-2012)
Après quatre mois de négociations avec le Parti populaire pour la liberté et la démocratie (VVD) de Mark Rutte et le Parti pour la liberté (PVV) de Geert Wilders, il est nommé vice-Premier ministre, ministre des Affaires économiques, de l'Agriculture et de l'Innovation dans un gouvernement minoritaire VVD-CDA soutenu par le PVV. À la suite de l'alliance entre les libéraux et les travaillistes, après les législatives anticipées de 2012, il quitte le gouvernement lors de sa dissolution le 5 novembre.